# Annona cacans
Annona cacans o Annona amambayensis, llamado comúnmente en castellano aratikú guasú o araticú grande; así como en portugués araticum-cagão, araticum de paca o araticum-pacarí,  es un árbol frutal nativo tanto de la mata atlántica y como del Cerrado, en Argentina, Brasil y Paraguay.

## Descripción
Este árbol se encuentra entre los más grandes del género, y por lo general alcanza un tamaño desde cinco a treinta metros de altura. La fruta tiene una carne suculenta, clara o blanca y  es comestible, con un sabor dulce o amargo, que no se puede comer en grandes cantidades debido a sus propiedades laxantes. También son una fuente de alimento de la paca.

## Taxonomía
Annona cacans fue descrita por Johannes Eugenius Bülow Warming y publicado en Videnskabelige Meddelelser fra Dansk Naturhistorisk Forening i Kjøbenhavn 3: 155. 1873.
Etimología
Annona: nombre genérico que deriva del  Taíno Annon.
cacans: epíteto que se refiere a sus poderes laxantes 
Sinonimia
- Annona amambayensis Hassl. ex R.E.Fr.
- Annona cacans var. glabriuscula R.E.Fr.
- Annona cacans subsp. glabriuscula (R.E.Fr.) H.Rainer[5]